# Andropolia ochracea
Andropolia ochracea är en fjärilsart som beskrevs av Smith 1900. Andropolia ochracea ingår i släktet Andropolia och familjen nattflyn. Inga underarter finns listade i Catalogue of Life.